# Tatu (popové duo)
Tatu (stylizovaná verze t.A.T.u., rusky Тату) bylo ruské popové duo, které tvořily členky Lena Katinová (vlastním jménem Jelena Sergejevna Katina – Елена Сергеевна Катина, * 1984) a Julia Volkovová (vlastním jménem Julija Olegovna Volkova – Юлия Олеговна Волкова, * 1985). Vystupovaly od roku 1999 až do roku 2009 a poté od roku 2012 až do roku 2014, kdy skupina ohlásila znovurozpadnutí.

## Historie
Původní koncept Tatu byl vytvořen bývalým dětským psychologem a pracovníkem marketingu Ivanem Šapovalovem, který se stal hudebním producentem. Katinová a Volkovová se navzájem znaly již před startem Tatu, protože obě zpívaly v populárním dětském sboru Něposedy (Непоседы). Šapovalov si vybral Jelenu na konkurzu v roce 1999, aby zpívala píseň o válce v Jugoslávii. Později se rozhodl vytvořit duo a přibral Juliu Volkovou (která také byla na konkurzu). Oběma bylo v té době 14 let.
Několik videoklipů dua bylo zakázáno, například videoklip ke skladbě „Prostyje Dviženija“ (Prosté pohyby) ukazuje, jak jsou běžnou součástí našeho života jednoduché pohyby jako pití vody, čtení knihy (což předvádí Lena) nebo masturbace (což znázorňuje Julia). Problémy měl i videoklip k písni „Ja Sošla S Uma“ (stejný i pro anglickou verzi „All the Things She Said“), který zobrazoval dívky za plotem, jak se trápí, prosí rodiče za odpuštění a vášnivě se líbají, zatímco na druhé straně plotu stojí lidé, kteří se na ně dívají s nelibostí.
Po velkém úspěchu v Rusku bylo album 200 po vstrečnoj ve stejné verzi vydáno začátkem roku 2002 znovu a nasazeno v dalších státech jako Polsko, Maďarsko, Bulharsko, Slovensko a Česko. Koncem roku 2002 bylo album vydáno v anglické verzi jako 200 km/h in the Wrong Lane. Tohoto debutového anglického alba se po celém světě prodalo přes 5 milionů kopií.
Texty a videoklipy jejich skladeb i další chování naznačovalo, že obě dívky mají spolu lesbický vztah. Teprve koncem roku 2003 toto vyvrátily s tím, že to byl marketingový trik producenta Šapovalova.
Skupina v roce 2003 reprezentovala Rusko na soutěži Eurovision Song Contest s písní „Ne Ver Ne Boysia Ne Prosi“. Ačkoliv patřily mezi favoritky, evropští diváci jim nakonec přisoudili třetí místo.

## Diskografie

### Alba
- 2001 200 по встречной (200 po vstrečnoj)
- 2002 200 по встречной (Platinová edice) – vyšlo i v ČR a SR
- 2002 200 km/h in the Wrong Lane
- 2004 Remixes
- 2005 Dangerous and Moving
- 2005 Люди Инвалиды (Ljudi Invalidy)
- 2006 The Best
- 2008 Веселые улыбки (Veselyje Ulybki)
- 2009 Waste Management
- 2011 Waste Management Remixes

### Singly
Z alba 200 по встречной (200 Po Vstrečnoj):
- 2000 „Ya Soshla S Uma“
- 2001 „Nas Ne Dogonyat“
- 2001 „30 Minut“
- 2002 „Robot“ (Hráno v českých a slovenských rádiích)

Z alba 200 km/h in the Wrong Lane:
- 2002 „All the Things She Said“
- 2003 „Not Gonna Get Us“
- 2003 „Show Me Love“
- 2003 „30 Minutes“ (promo)
- 2003 „How Soon Is Now?“ – později vyšel anglický re–make k seriálu Čarodějky

Z alba Remixes:
- 2002 „Prostyje Dviženija“
- 2003 „Ně Ver Ne Bojsja Ne Prosij“

Z alba Dangerous And Moving:
- 2005 „All About Us“
- 2005 „Friend or Foe“
- 2006 „Gomenasai“
- 2006 „Loves Me Not“

Z alba Люди Инвалиды (Ludi Invalidi):
- 2005 „Ljudi Invalidi“

Z alba Веселые улыбки (Veselye Ulybki):
- 2007 „Bělyj Plašik“
- 2008 „220“
- 2008 „You And I“
- 2008 „Fly On The Wall“
- 2009 „Sněgopady“

Z alba Waste Management:
- 2009 „Snowfalls“
- 2009 „White Robe“
- 2010 „Sparks“

nezařazené písně:2014 Love in every moment